# Alone Again Or
Alone Again Or è un singolo del gruppo musicale inglese UFO, pubblicato nel 1977.

## Tracce
Lato A
1. Alone Again Or – 2:59 (McLean)

Lato B
1. Electric Phase – 4:24 (Schenker, Mogg)